# 柊サナカ
柊 サナカ（ひいらぎ さなか、1974年 -）は、日本の作家。
香川県生まれ、兵庫県育ち、東京都在住。
2012年に『婚活島戦記』で第11回『このミステリーがすごい!』大賞に応募し最終選考に残るも落選。しかし、2013年に隠し玉（編集部推薦）としてのデビューが決定した。作家のエージェント会社 株式会社アップルシード・エージェンシー契約作家。

## 作品

### 二毛作甘柿シリーズ
- 『婚活島戦記』（2013年8月・宝島社）
- 『レディ・ガーディアン 予告誘拐の罠 』(2014年8月・宝島社）

### 谷中レトロカメラ店の謎日和シリーズ
- 『谷中レトロカメラ店の謎日和』(2015年9月・宝島社）
- 『谷中レトロカメラ店の謎日和 フィルム、時を止める魔法』（2016年10月・宝島社）
- 『谷中レトロカメラ店の謎日和 思いをつなぐレンズ』（2020年10月・宝島社）

### 機械式時計王子の休日シリーズ
- 『機械式時計王子の休日 千駄木お忍びライフ』 (2019年1月・ハルキ文庫)
- 『機械式時計王子の再来 からくり屋敷の謎』 (2019年9月・ハルキ文庫)

### 二丁目のガンスミスシリーズ
- 『二丁目のガンスミス』 (2019年10月・ホビージャパン)
- 『二丁目のガンスミス -恋わずらいの銃弾』 (2020年7月・ホビージャパン)

### シリーズ外作品
- 『人生写真館の奇跡』 (2019年2月・宝島社)
- 『古着屋・黒猫亭のつれづれ着物事件帖』 (2020年9月・宝島社)
- 『天国からの宅配便』 (2022年2月・双葉社)

### アンソロジー
「」内が柊サナカの作品
- 『3分で読める！ 誰にも言えない○○の物語』（2022年5月・宝島社文庫）「誰にも言えない未来の物語」
- 『#殺人事件の起きないミステリー 自薦『このミステリーがすごい！』大賞シリーズ傑作選』（2023年9月・宝島社文庫）「暗い部屋で少年はひとり」